# Eilsleben
Eilsleben es un municipio situado en el distrito de Börde, en el estado federado de Sajonia-Anhalt (Alemania), a una altitud de 150 metros. Su población a finales de 2015 era de unos 3900 habitantes y su densidad poblacional, 70 hab/km².